# Kulu
Der Kulu (russisch Кулу) ist der rechte Quellfluss der Kolyma in Ostsibirien.
Er entsteht in der Region Chabarowsk am Zusammenfluss von Chudschach (links) und Kenjelitschi (rechts). Diese entspringen im Suntar-Chajata-Gebirge.
Der Kulu fließt zuerst nach Südsüdost, erreicht die Grenze zur Oblast Magadan und wendet sich anschließend nach Nordosten und später nach Norden. Der Kulu trifft nach 300 km auf den Ajan-Jurjach und vereinigt sich mit diesem zur Kolyma. Zusammen mit dem rechten Quellfluss Kenjelitschi beträgt die Flusslänge 384 km. Der Kulu entwässert ein Areal von 15.600 km². Zwischen Oktober und Ende Mai ist der Fluss eisbedeckt.